# Messier 49
Messier 49 (také M49 nebo NGC 4472) je eliptická galaxie v souhvězdí Panny s magnitudou 8,4 a úhlovými rozměry 10,2×8,3. Od Země je vzdálená okolo 52 milionů ly. Objevil ji Charles Messier 19. února 1771.
S magnitudou 8,4 je tato galaxie nejjasnějším členem kupy galaxií v Panně, dokonce jasnější než M 87, která má magnitudu 8,6.
Kupa galaxií v Panně je pravděpodobně tvořena několika menšími kupami, které mezi sebou splývají a M49 je centrální galaxií jedné z těchto kup.

## Pozorování

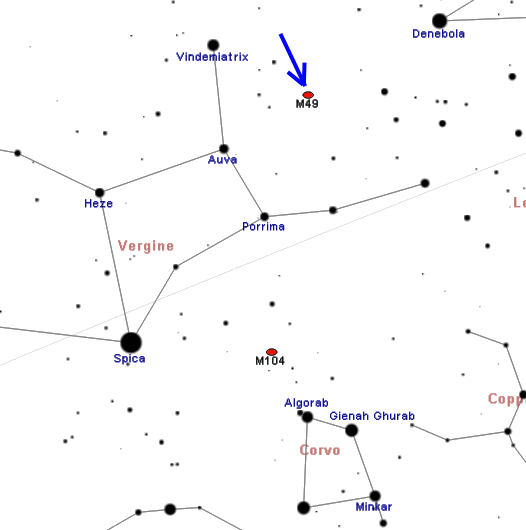
Poloha M 49 v souhvězdí Panny

M49 je jednou z nejvýraznějších galaxií v souhvězdí Panny. Za příznivých pozorovacích podmínek je tato galaxie viditelná i triedrem 10x50. V dalekohledu o průměru 60 mm je viditelná jako jasná kulatá skvrna a její vzhled se nemění ani při větším zvětšení. Ovšem s dalekohledem o průměru 150 mm je možné pozorovat její rozsáhlé halo velké až 4', které se směrem k okraji zeslabuje a rozptyluje se do pozadí. Její jádro je viditelné jako jasný bod uprostřed její výduti, která je jasnější než okolní halo.
Galaxii je možné pozorovat z obou zemských polokoulí a ze všech obydlených oblastí Země, protože má pouze mírnou severní deklinaci. Přesto je na severní polokouli lépe pozorovatelná a během jarních nocí tam vychází vysoko na oblohu, zatímco na jižní polokouli v oblastech více vzdálených od rovníku zůstává poněkud níže nad severním obzorem. Nejvhodnější období pro její pozorování na večerní obloze je od března do července.

## Historie pozorování
Charles Messier tuto galaxii pozoroval nejprve 19. února 1771 a potom v roce 1781. Popsal ji jako těžko pozorovatelné mračno. Později ji přidal do svého katalogu pod číslem 49 a stala se tak první galaxií z kupy galaxií v Panně, kterou do katalogu přidal. Přirovnal ji také ke kometě, kterou pozoroval v roce 1779. Admirál Smyth prohlásil, že je tento objekt kulatý a má velmi jasné jádro. Heinrich Louis d'Arrest kupodivu napsal, že v ní dokázal rozeznat velký počet hvězdných skupin 13. a 14. magnitudy.

## Vlastnosti
M49 je eliptická galaxie, která se podle Hubbleovy klasifikace galaxií řadí do třídy E2 nebo E4. Je nejjasnějším členem kupy galaxií v Panně, navzdory svému umístění daleko od středu této kupy. Její absolutní magnituda je -22,8 a její celková spektrální třída je G7, má tedy výrazně žlutý odstín, více než ostatní galaxie v této oblasti. Podle několika odhadů může M49 mít 5 000 až 7 000 kulových hvězdokup, tedy 10x více než galaxie Mléčná dráha, a její skutečné rozměry jsou 140 000 až 160 000 světelných let, protože se nachází 52 milionů světelných let od Země a má úhlovou velikost 10,2'. V jejím okolí se nachází velký počet satelitních galaxií.

### Supernovy
V roce 1969 byla v této galaxii východně od jejího jádra pozorována nepotvrzená supernova 13. magnitudy, která dostala označení SN 1969Q.
Za supernovu bývá občas zaměňována hvězda 13. magnitudy nedaleko od jejího jádra, ale ve skutečnosti tato hvězda patří do Mléčné dráhy.